# Russian Hill

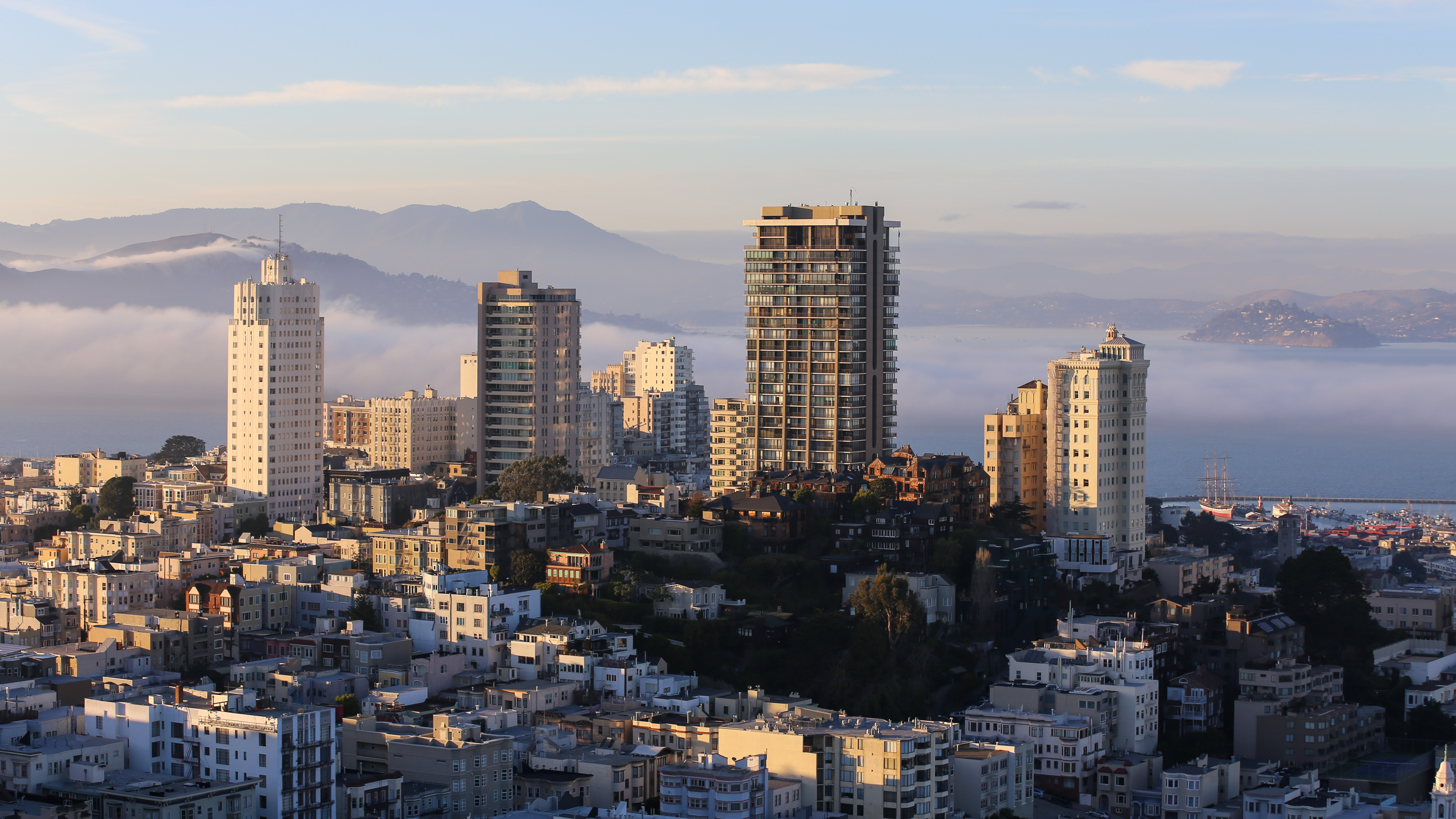
Russian Hill, vom Südosten aus gesehen

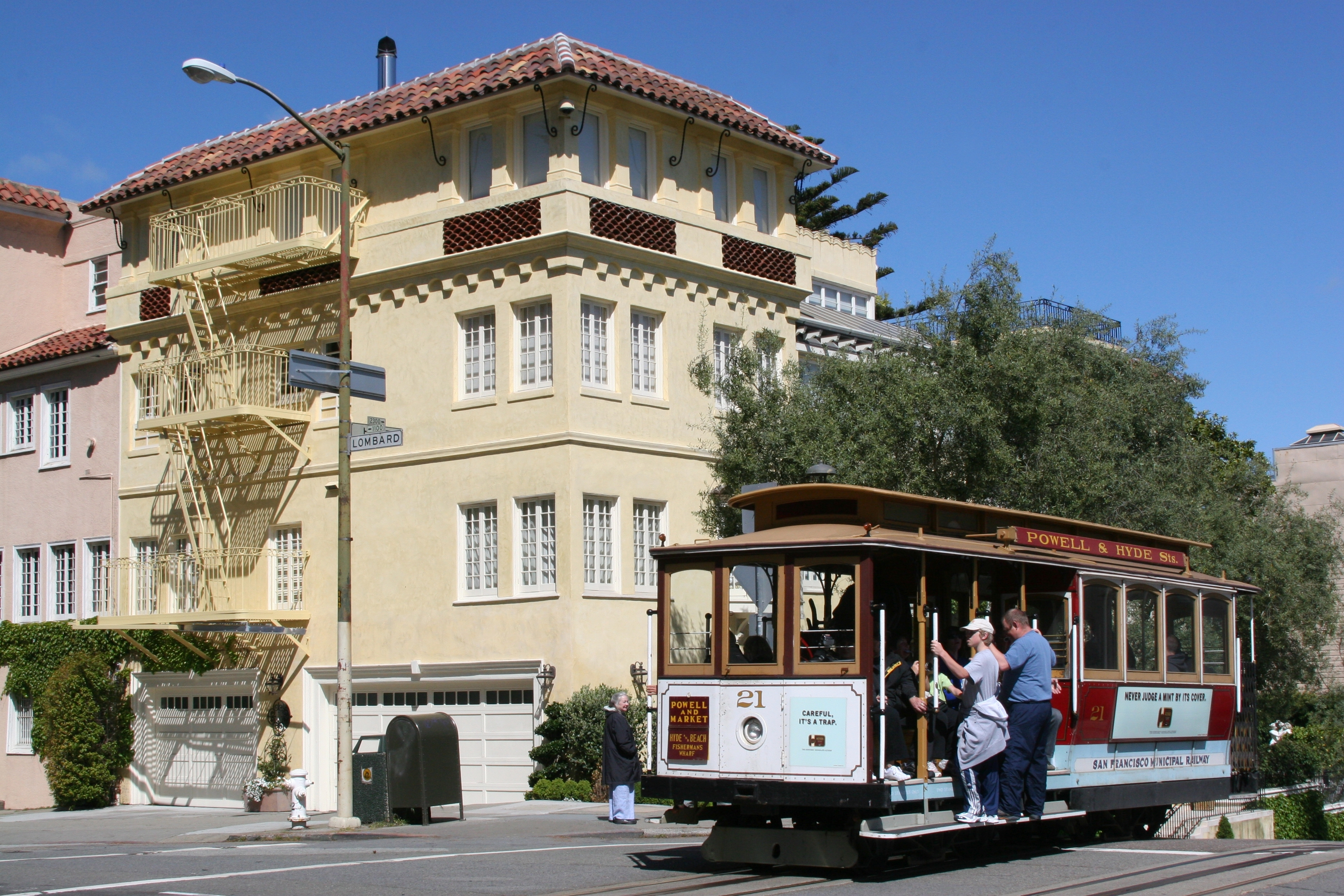
Lombard Street mit Cable Car

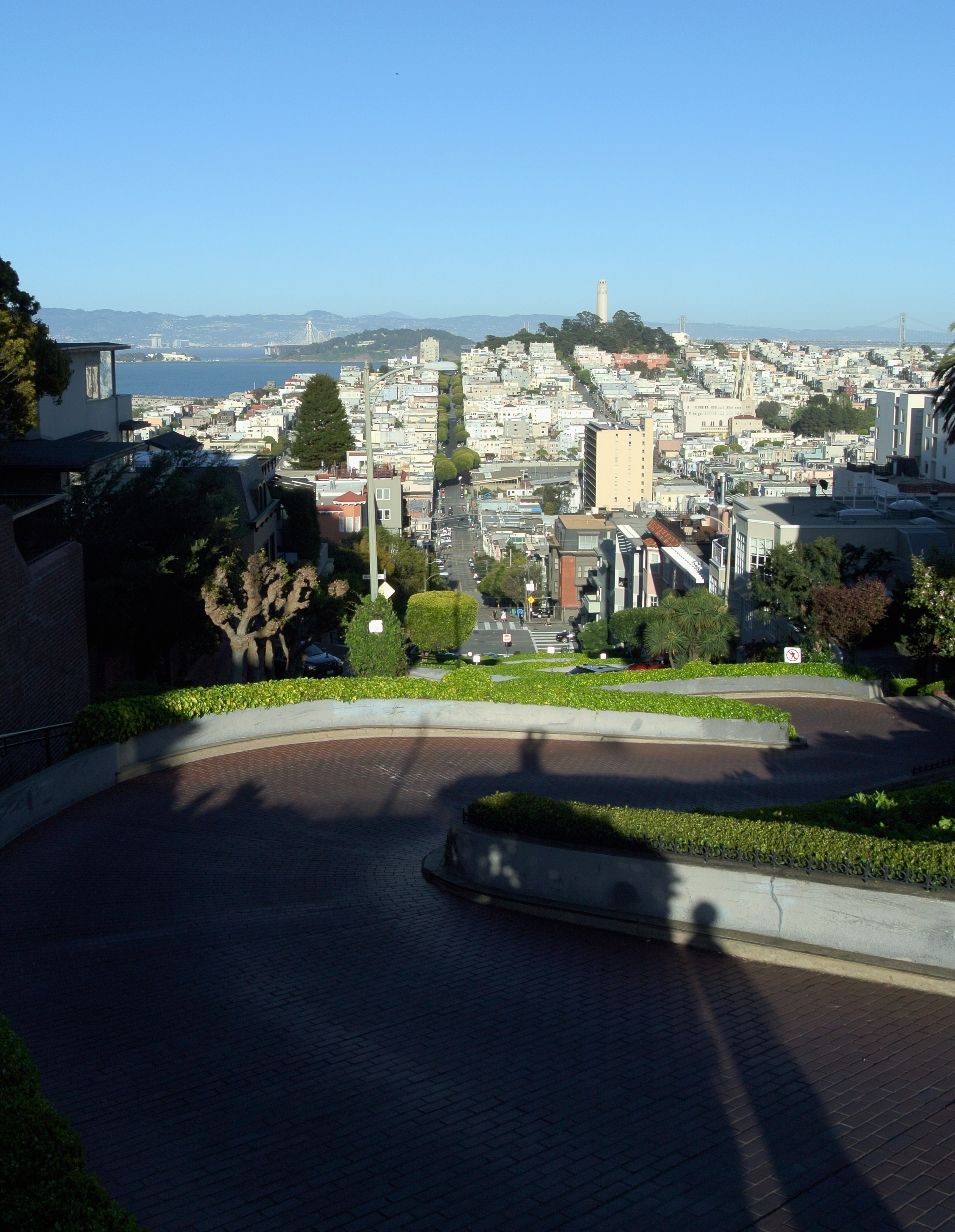
Lombard Street

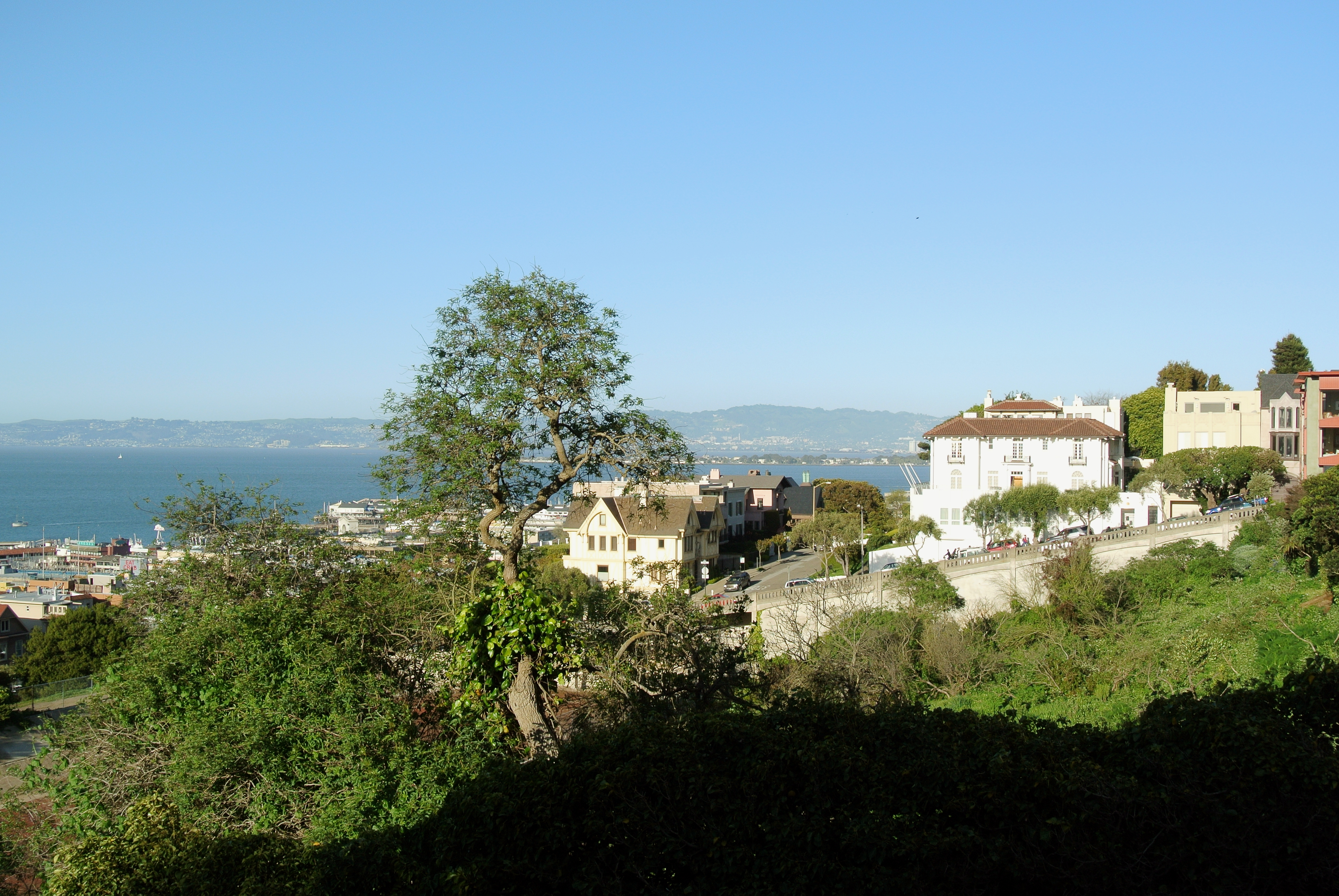
Blick vom Russian Hill in östlicher Richtung

Russian Hill ist ein wohlhabendes Viertel im Norden von San Francisco, das im Wesentlichen aus Wohnbezirken besteht. Die Aussicht von dem Hügel erstreckt sich in verschiedene Richtungen über die Bay Area, einschließlich der Bay Bridge, Marin County, der Golden Gate Bridge und Alcatraz. In Russian Hill befindet sich das repräsentative San Francisco Art Institute in der Chestnut Street zwischen den Straßen Jones und Leavenworth.
Aufgrund der großen Steigungen des Hügels haben die Bürgersteige vieler Straßen Treppenstufen. Eine weitere Attraktion von Russian Hill sind einige für Autos gesperrten Wege wie zum Beispiel Macondray Lane und Fallon Place.

## Geographische Lage
Russian Hill beginnt direkt nördlich von dem ebenfalls wohlhabenden Stadtteil Nob Hill, liegt südlich von Fisherman’s Wharf und westlich vom Viertel North Beach.
Die westliche Seite des Hügels wird begrenzt von Teilen der Stadtviertel Pacific Heights, Cow Hollow und dem Marina District.
Als Grenzen von Russian Hill werden üblicherweise die Van Ness Avenue im Westen, Pacific Street im Süden, Columbus Avenue im Osten (Nordosten) und Bay Street im Norden angegeben. Der Teil der Lombard Street (zwischen den Straßen Hyde und Leavenworth) mit den berühmten Kurven windet sich den Russian Hill hinauf, und die Powell-Hyde Cable-Car-Linie führt direkt über Russian Hill und dann weiter nach Fisherman’s Wharf, das zu den Haupttouristenattraktionen von San Francisco zählt.

## Geschichte
Der Name des Viertels stammt aus der Zeit des Goldrauschs, als Siedler einen kleinen russischen Friedhof auf der Spitze des Hügels entdeckten. Obwohl offiziell nicht geklärt wurde, wer dort begraben war, wird angenommen, dass es sich bei den Toten um russische Pelzhändler und Seefahrer des nahegelegenen Fort Ross handelte. Der Friedhof wurde entfernt, aber der Name blieb bis heute erhalten. Es gibt keine nennenswerte russische Präsenz hier; die russische Gemeinde befindet sich hauptsächlich im Richmond District.
Das Leben des Viertels während der 1970'er war Gegenstand der fiktiven Serie Stadtgeschichten von Armistead Maupin.